# Аванське сільське поселення
Ава́нське сільське поселення (рос. Аванское сельское поселение) — сільське поселення у складі Вяземського району Хабаровського краю Росії.
Адміністративний центр та єдиний населений пункт — село Аван.

## Населення
Населення сільського поселення становить 715 осіб (2019; 760 у 2010, 768 у 2002).